# Empedrado (Corrientes)
Pour les articles homonymes, voir Empedrado.
Empedrado est une ville de la province de Corrientes, en Argentine, et le chef-lieu du département homonyme. Elle est située sur la rive gauche du Rio Paraná, à 56 km au sud de la capitale provinciale Corrientes et à 945 km de Buenos Aires. Elle est surnommée « la Perle du Paraná ».